# TENT Rotterdam

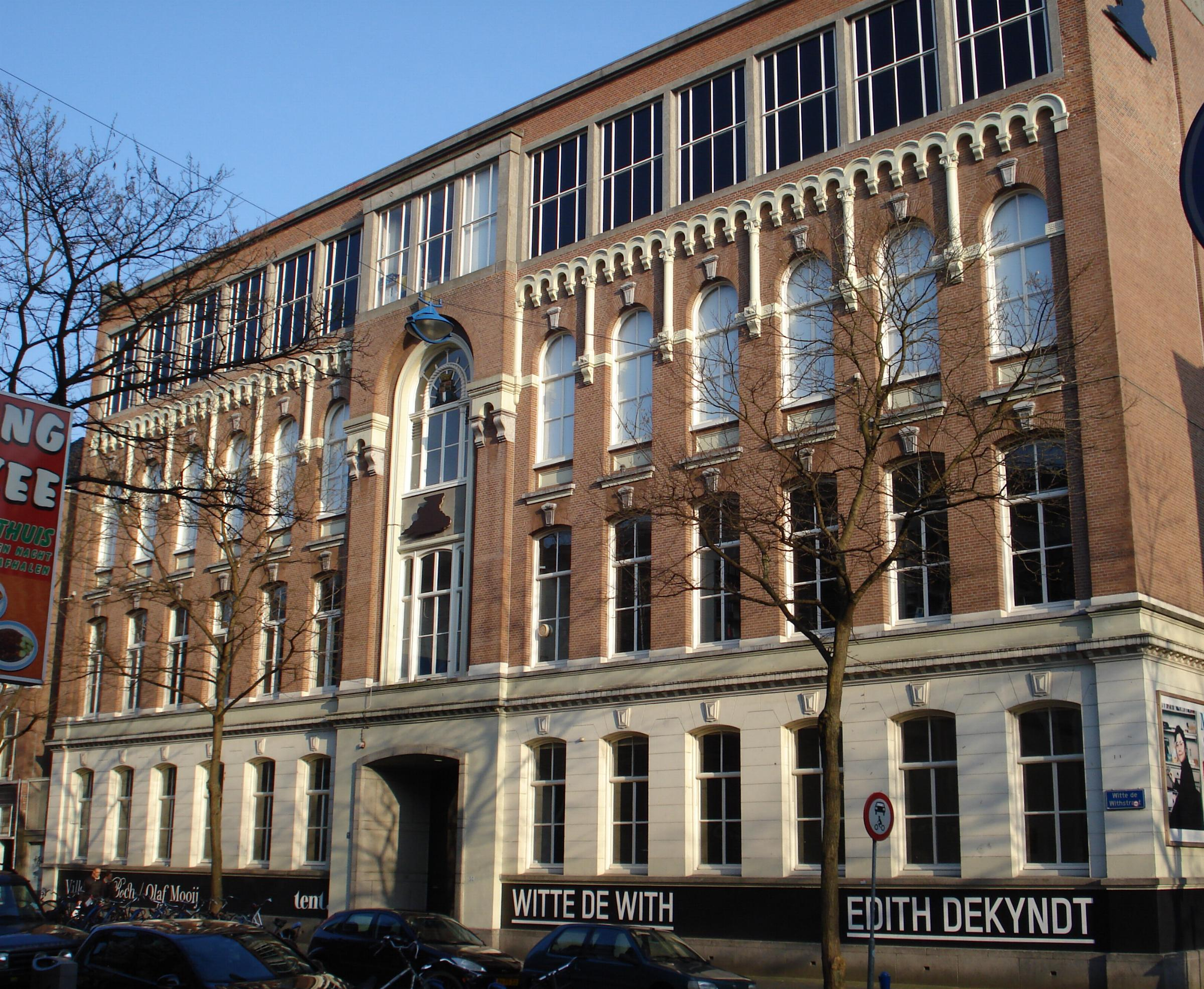
Onderkomen TENT aan de Witte de Withstraat

TENT Rotterdam is een platform voor hedendaagse kunst in de Nederlandse stad Rotterdam. Naast (solo)tentoonstellingen, performances en debatten heeft TENT een gastprogrammeringslijn genaamd "TENT Welcomes". Programma's worden ontwikkeld in samenwerking met een gastcurator en de artistiek leider.
Andere initiatieven vanuit TENT zijn bijvoorbeeld op het gebied van educatie de leerlijnen "100% hedendaags", in samenwerking met Media and Moving Art en Kunstinstituut Melly. "100% hedendaags" richt zich op het voortgezet onderwijs en MBO. Daarnaast is recentelijk de Community of Practice speciaal opgericht voor MBO-studenten.
Ook zijn er projectmatige uitwisselingsprojecten met bijvoorbeeld Tate Modern in Londen, genaamd "TENT x TATE" waar de publicatie 'Where does culture happen', is gereleased.
De organisatie was sinds 9 september 1999 samen met Melly gevestigd in een voormalig schoolgebouw aan de Witte de Withstraat. Sinds 29 maart 2025 beschikt TENT over een eigen ruimte aan de Coolhaven. Het wordt geëxploiteerd als onderdeel van het Rotterdamse Centrum Beeldende Kunst. Binnen de programmering ligt een nadruk op de presentatie van kunst met een actuele Rotterdamse connectie.
In TENT vonden onder meer presentaties plaats van de kunstenaars Han Hoogerbrugge, Erik van Lieshout, Wendelien van Oldenborgh, Olphaert den Otter en Anton Vrede. Ter gelegenheid van het tienjarig bestaan werd expositie BLURRR georganiseerd met jonge kunstenaars, die werken over de grenzen van beeldende kunst, muziek, design, mode, film en op internet. Bij zijn twintigjarige jubileum publiceerde TENT een documentaire over 20 jaar hedendaagse kunst in Rotterdam.